# Бетринь (комуна)
Бетринь, Бетрині (рум. Bătrâni) — комуна у повіті Прахова в Румунії. До складу комуни входять такі села (дані про населення за 2002 рік):
- Бетринь (1957 осіб)
- Пояна-Маре (202 особи)

Комуна розташована на відстані 97 км на північ від Бухареста, 42 км на північ від Плоєшті, 147 км на захід від Галаца, 56 км на південний схід від Брашова.

## Населення
У 2009 року у комуні проживали 2148 осіб.